# Srednjovjekovna književnost
Europska srednjovjekovna književnost obuhvaća razdoblje od 5. do 15. stoljeća. Srednjovjekovni svjetonazori uvelike su utjecali na književnost, koja je bila nabožna ili svjetovna. Veliki utjecaj crkve ostavio je traga na svemu, pa tako i na književnosti. Pojavljuju se dva pravca: skolastika, koja racionalnim idejama spoznaje vjerske istine i mistika, koja spoznaje vjeru intuitivno, osjećajno.
Povijesni događaji koji obilježavaju srednji vijek su Pad Zapadnog Rimskog Carstva (476.) i otkriće Amerike (1492.).
Od književnih vrsta srednji vijek poznaje lirska, epska i dramska djela. Jezici u književnosti srednjeg vijeka su latinski jezik i narodni jezici europskih naroda. Od epskih djela u ovom razdoblju svakako valja spomenuti viteške romane (Roman o Tristanu i Izoldi, Aleksandrida, Rumanac Trojski) te nacionalne epove pisane na narodnim jezicima (španjolska Pjesma o Cidu, francuska Pjesma o Rolandu, njemačka Pjesma o Nibelunzima, ruska Slovo o polku Igorovu, finska Kalevala i engleski Beowulf). Lirika obiluje religioznim temama, ali treba upozoriti na djela svjetovne tematike (Carmina Burana) kao i na trubadursku liriku Provance i autora koji se tamo javljaju (npr. Bertrand Ventardorn), te njemačke ljubavne pjesme minnesange. Dramska književnost srednjeg vijeka temelji se na liturgijskoj drami, moralitetu, mirakulu i pasiji. Usporedno s religijskim temama u drami razvijaju se i svjetovni oblici pučkog kazališta (farsa, mim).

## Hrvatska književnost u srednjem vijeku
Hrvatska se naseljava tek u VII. st. te samim dolaskom počinje pokrštavanje Hrvata zbog utjecaja i blizine kršćanske prijestolnice.
U drugoj polovici IX. st. dolaze dva jezikoslovaca Ćiril i Metod koji stvaraju pismo Glagoljicu hrvatska postaje tropismena (glagoljica, latinica, ćirilica), a piše se većinom na staroslavenskom i latinskom.
Književne tekstove na tom području, u to doba djelimo na povijesno znanstvene te umjetničke.
1. Povijesno znanstveni
  1. Vinodolski zakonik – 13. st. pisan glagoljicom, jako važan zakonik u kojem je vrlo dobro opisan vrlo dobar položaj žena
  2. Istarski razvod – 13 st. svjedoči o uporabi hrvatskog jezika u Istri
  3. Poljički statut – 15. st. pisan hrvatskom ćirilicom, Određuje poljičko pravo koje je po svom obliku, stilu, sadržaju i u utvrđivanju društveno-ekonomskih odnosa potpuno različit od ostalih hrvatskih statuta.
  4. Ljetopis popa Dukljanina – 14. st. legenda o smrti kralja Zvonimira
  5. Lucidar – 15. st. prijevod, enciklopedija
  6. Bašćanska ploča oko 1100 god. – spominje hrvatsko ime i piše o kraljevskom naslovu
2. Književni tekstovi
  1. poezija – pjesme uz liturgiju i crkvene blagdane
    1. Šibenska molitva (1355., molitva posvećena Djevici Mariji)
    2. Svit se konča  (važna zbog osudivanja simonista (prodavača grijeha))

  2. proza
    1. svetačke legende (aprokciji)
      1. Marko Marulić "Začinjavci"

    2. Viteški romani
      1. Aleksandrida (hrvatska ćirilica)
      2. Rumanac Trojski (glagoljica) (prijevod Romana o Troji)

  3. dramska produkcija – dramatizacije pretačkih legendi (crkvena prikazanja)
    1. mirakuli
    2. moraliteti
    3. misteriji (pasija)